# Emmanuel Kofi Nyarko
Emmanuel Kofi Nyarko (2 juli 1996) is een Ghanese voetballer. Hij speelt als rechtsback bij Lierse SK. Hij debuteerde op 9 augustus 2015 op de eerste speeldag van de Proximus League tegen KVV Coxyde. Hij viel in voor  Emmanuel Annor. Hij kwam over van de JMG academie in Ghana. 

## Statistieken
| Seizoen        | Club           | Land            | Competitie     | Competitie | Competitie | Beker | Beker | Internationaal | Internationaal | Totaal | Totaal |
| Seizoen        | Club           | Land            | Competitie     | Wed.       | Dlp.       | Wed.  | Dlp.  | Wed.           | Dlp.           | Wed.   | Dlp.   |
| -------------- | -------------- | --------------- | -------------- | ---------- | ---------- | ----- | ----- | -------------- | -------------- | ------ | ------ |
| 2015/16        | K. Lierse SK   | Vlag van België | Tweede Klasse  | 2          | 0          | 0     | 0     | —              | —              | 2      | 0      |
| Carrièretotaal | Carrièretotaal | Carrièretotaal  | Carrièretotaal | 2          | 0          | 0     | 0     | 0              | 0              | 2      | 0      |

Bijgewerkt t/m 16 november 2015.